# Esola hirsuta
Esola hirsuta är en kräftdjursart som först beskrevs av I. C. Thompson och A. Scott 1903.  Esola hirsuta ingår i släktet Esola och familjen Laophontidae. Inga underarter finns listade i Catalogue of Life.